# The Other Man's Wife
The Other Man's Wife er en amerikansk stumfilm fra 1919 af Carl Harbaugh.

## Medvirkende
- Ellen Burford som Fred Hartley
- Stuart Holmes som J. Douglas Kerr
- Ned Hay som Fred Hartley
- Olive Trevor som Elsie Drummond
- Halbert Brown som Bruce Drummond